# Julius Ahlmann
Julius Hans Ahlmann (* 26. Dezember 1880 in Kopenhagen; † 3. September 1931 in Gravenstein) war ein Kaufmann und Fabrikant.

## Leben und Wirken
Julius Ahlmann war ein Sohn von Johannes Ahlmann und dessen Ehefrau Wilhelmine, geborene Olde. Von Ostern 1890 bis zur Obersekundareife an Ostern 1898 besuchte er das Rendsburger Realgymnasium. Danach absolvierte er eine kaufmännische Ausbildung in Heide und Kopenhagen. 1902/03 leistete er in Koblenz eineinhalb Jahre Militärdienst. Danach arbeitete er für mehrere Unternehmen in England, Frankreich, Spanien und den USA.
Im Jahr 1907 wechselte Ahlmann zur Büdelsdorfer Carlshütte, in der sein Vater als kaufmännischer Direktor arbeitete. Anfang 1909 bekam er Prokura und reiste in den Folgejahren in Länder Süd- und Westeuropas und 1913 auf den Balkan, um die Absatzmärkte zu vergrößern. Am 27. Mai 1914 heiratete er in Köln Katharina Aline Braun, mit der er zwei Töchter und zwei Söhne, darunter Josef-Severin Ahlmann, hatte. Während des Ersten Weltkriegs kämpfte er von 1914 bis 1916 an der Westfront. Danach arbeitete er zwei Jahre als Lehrer in einer Militärschule in Jüterbog.
Im Januar 1919 folgte Ahlmann auf seinen Vater als kaufmännischer Direktor der Carlshütte. Er reiste zunächst viel ins Ausland, um Kunden zurückzubekommen, die kriegsbedingt andere Lieferanten gewählt hatten. 1922 ging durch ein Feuer ein Großteil der Produktionsfläche verloren. Ahlmann konnte diese binnen Kürze wiederherstellen und so die steigende Nachfrage nach Konsumgütern befriedigen. Nach der Währungsreform von 1923 sanken die Absatzzahlen und ausreichend Bargeld fehlte. Ahlmann entschied sich daher für vorübergehende Kurzarbeit.
Ahlmann stritt sich ständig mit dem technischen Direktor Rudolph Meyn. 1925 verließ Meyn das Unternehmen, das Ahlmann danach alleine leitete. Während seiner Zeit entstanden viele Um- und Neubauten und machten aus dem Werk ein modernes Industrieunternehmen. Die Carlshütte führte neue Fertigungsverfahren und Maschinen ein und machte umfangreiche Werbemaßnahmen. Ahlmann reiste dabei mitunter selbst und nahm an Messen in Köln und Leipzig teil. Der Umsatz und die Anzahl der Mitarbeiter stiegen konstant. An der Hamburger Börse erreichten die Unternehmensaktien Kurse deutlich über dem Nennwert.
Ahlmann forderte weiterhin Modernisierungen und Expansion der Carlshütte. 1925 organisierte er den skandinavischen Vertrieb des Unternehmens neu, da die vorher hierfür zuständige „Ohlsen & Ahlmann“ insolvent gegangen war. Während der Weltwirtschaftskrise führte Ahlmann Ende 1930 vorübergehend erneut Kurzarbeit ein.
Im Frühjahr 1931 reiste Ahlmann nach England. Aufgrund eines Gehirntumors wurde er danach zwei Mal schwer operiert. Er starb auf dem Familiensitz. Seine Frau übernahm, seinem Wunsch folgend, die Leitung des Unternehmens.